# 齋藤長行
齋藤 長行（さいとう ながゆき）は、日本の社会情報学者。
仙台大学 体育学部 スポーツ情報マスメディア学科 教授、お茶の水女子大学 サイエンス＆エデュケーション研究所 客員教授、総務省 情報通信政策研究所 特別研究員。一般社団法人インターネットコンテンツ審査監視機構（I-ROI） 理事。一般社団法人情報法制研究所上席研究員。

## 来歴・人物
山形県出身。酒田工業高等学校、慶應義塾大学経済学部通信教育課程卒業、中央大学大学院経済学研究科修士課程修了、慶應義塾大学大学院メディア・デザイン研究科後期博士課程修了。博士（メディア・デザイン学）。青少年のデジタル環境整備をテーマ―に研究活動に従事。2012年より、経済協力開発機構（OECD）科学技術産業局（STI）のポリシー・アナリストとして研究活動に従事し、その研究成果は2015年に“Internet Literacy in Japan”のタイトルでOECDより発表されている。2018年には、OECDのインターネットの青少年保護に関する有識者会合である“Workshop on the protection of children in a connected world”において、日本側のスピーカーとして登壇。2022年より、総務省のICT活用のためのリテラシー向上に関する検討会の構成員を務めている。国際公共経済学会 第27回学会賞受賞。

## 著書
- Saito, N.、Aragaki, M. (2018). Comprehensive Internet Youth Protection Policies by Private Organizations and Effectiveness Verification: Efforts by Japan Internet Safety Promotion Association, Handbook of Research on the Evolution of IT and the Rise of E-Society, IGI Global, Chapter 12, pp.260-280., DOI: 10.4018/978-1-5225-7214-5.ch012
- 齋藤長行『エビデンスに基づくインターネット青少年保護政策 - 情報化社会におけ？リテラシー育成と環境整備』明石書店、2017年。ISBN 475034611X。
- Saito, N.、Aragaki, M.『The Protection Policy for Youth Online in Japan』Khosrow-Pour, M. Ed., IGI Global、4962-4974頁。ISBN 1522522557。「Encyclopedia of Information Science and Technology」
- 齋藤長行、白鳥令、上沼紫野、曽我部真裕、市川穣、西澤利治、鎌田真樹子、空閑正浩 ほか『デジタルコンテンツアセット入門』近代科学社、2016年3月24日。ISBN 4764905019。
- 経済協力開発機構（OECD）、齋藤長行 著、新垣円 訳『サイバーリスクから子どもを守る - エビデンスに基づく青少年保護政策』明石書店、2016年。ISBN 4750343005。

## 翻訳
- 経済協力開発機構（OECD） 編著、LINEみらい財団 監訳、齋藤長行 訳、新垣　円 訳『デジタル環境の子どもたち－インターネットのウェルビーイングに向けて』明石書店、2022年、ISBN 9784750353401